# Lionel Wendt
Pour les articles homonymes, voir Wendt.
Lionel Wendt (3 décembre 1900 - 19 décembre 1944) est un pianiste, photographe, réalisateur, critique sri-lankais. Il a été le chef de file du Groupe 43, un collectif d'artistes sri-lankais composé entre autres de George Keyt et Harold Peiris (en).
Le Lionel Wendt Art Center (en) dédié à sa mémoire est une institution majeure de Colombo pour l'art et le théâtre.

## Biographie
Son père, Henry Lorenz Wendt, est issu de la communauté burgher, composée de descendants métissés de colons européens. Juge à la Cour suprême et conseiller législatif, il fut aussi l'un des fondateurs de l'Amateur Photographic Society of Ceylon (1906). Sa mère, Amelia de Saram, est cinghalaise. Fille d'un juge de district, elle est une travailleuse sociale active, organisant de nombreux concerts au profit des organismes de bienfaisance. Le père de Lionel décède alors qu'il n'a pas onze ans, et sa mère moins de sept ans plus tard.
Malgré des talents musicaux remarquables, les traditions familiales et les usages qui prévalent à l'époque empêchent Wendt de mener une carrière purement musicale,. Il se rend à Londres en 1919 pour étudier le droit à l'Inner Temple. La capitale anglaise lui offre la possibilité de suivre une formation avancée de pianiste à la Royal Academy of Music sous la direction d'Oscar Beringer. Ces années en Europe sont pour lui l'occasion de découvrir les courants artistiques de l'époque : surréalisme, cubisme...
De retour en 1924 sur son île natale, Wendt exerce peu le droit, bien qu'il soit inscrit comme avocat à la cour suprême de Ceylan. Il ne tarde pas à donner des récitals publics de piano, à la fois comme soliste et accompagnateur. Il abandonne le droit pour la musique en 1928 et développe un intérêt pour la musique d'avant-garde.

Lionel Wendt devient la figure de proue du seul cercle d'artistes d'avant-garde de l'époque et qui compte, parmi ses membres, son ami d'enfance, le peintre George Keyt. Dans son autobiographie, le poète Pablo Neruda, consul du Chili à Colombo en 1928-1929, écrit :
« Je me rendis compte que Lionel Wendt était le centre de la vie culturelle, qui se débattait entre les râles de l'empire et une attirance pour les valeurs vierges de Ceylan. Lionel Wendt, qui possédait une grande bibliothèque et recevait toutes les nouveautés d'Angleterre, prit l'extravagante et bonne habitude d'envoyer chaque semaine chez moi, qui habitais loin de la ville, un cycliste chargé d'un sac de livres ».
Lionel Wendt et ses amis tentent de contribuer à la formation d'une prise de conscience nationale moderne. Ils ressentent profondément que l'avenir de leur pays ne peut se construire en faisant fi d'un héritage ancien ou en rejetant le mode de vie occidental, mais qu'il réside plutôt dans une fusion des deux.

### Photographie
Au début des années 30, tout en continuant à donner des récitals de piano, Lionel Wendt se tourne vers ce qui devient sa grande passion, la photographie. Il est dit que c'est dans la photographie que Wendt trouve le vecteur idéal pour mettre de l'avant les valeurs et le mode de vie des habitants de Ceylan.
En 1934, avec des amis photographes, Wendt redonne vie à l'Amateur Photographic Society of Ceylon fondée par son père et rebaptisée alors Photographic Society of Ceylon, encore active aujourd'hui. Il participe à de nombreuses expositions à Ceylan entre 1935 et 1944. Ses photographies sont également exposées en Europe, en particulier lors d'une exposition personnelle parrainée par la société Leica au Camera Club de Londres en 1938.
Wendt témoigne par ses photographies de la culture de son pays. Si le corps masculin est son thème de prédilection, il aborde aussi les paysages, la vie quotidienne, l'architecture, l'archéologie... Il concilie connaissance et intérêt pour les courants artistiques modernes (Magritte, Man Ray, Chirico...) avec un souci de représenter la vie traditionnelle ceylanaise. Son imagination fertile fait appel à une multitude de techniques : photomontage, photocollage, solarisation, impression en relief, photogramme... Wendt est sensible au réalisme d'Eugène Atget, au surréalisme de Man Ray et au documentaire social des photographes du Farm Security Administration.

### Song of Ceylon
En 1934, le réalisateur britannique Basil Wright (en) associe Wendt à l'élaboration de son documentaire Song of Ceylon. Décrit par Wright comme l'un des six meilleurs photographes au monde,, Wendt n'est pas seulement le narrateur du film ; son œil de photographe et sa connaissance approfondie du pays et de sa culture sont un apport essentiel à ce documentaire considéré comme majeur. Dans un entretien paru en 1949 dans Mosquito (le magazine des étudiants ceylanais en Angleterre), Basil Wright rend hommage à Lionel Wendt :
«Sans lui [L. Wendt], je doute que Song of Ceylon aurait pu être ce qu'il est. Car Wendt avait une profonde connaissance de Ceylan, il était en contact avec le cinéma d'avant-garde de l'époque et il connaissait le milieu du documentaire. En fait, les deux seules personnes que j'ai rencontrées à Ceylan qui connaissaient quoi que ce soit au cinéma étaient alors Wendt et l'artiste George Keyt».
La collaboration entre Wendt et Wright se poursuivra après le tournage de Song of Ceylon, le photographe séjournant à plusieurs reprises à Londres pour devenir l'assistant de Wright au sein de la société que ce dernier avait fondée. Wendt est le premier Ceylanais à établir une relation entre la photographie et le cinéma lorsque ce dernier se développe sur l'île durant les années 1930.

### Mécène des arts
Lionel Wendt et George Keyt jouent un rôle de premier plan dans la promotion de la danse kandyenne. Ils se comportent en véritables mécènes de danseurs et de tambourineurs des environs de Kandy : Suramba et son frère Jayana du village d'Anumugama, Ukkawa et son frère Gunaya de Nittawela. Ces artistes figureront parmi les représentants les plus talentueux et les plus connus de la danse kandyenne.
La contribution de Lionel Wendt au développement de la peinture moderne à Sri Lanka ne saurait être assez soulignée. Abonné à de nombreuses revues d'art et de littérature comme The Studio, Cahiers d'art, Minotaure et Transition, Wendt est le protecteur extrêmement dévoué d'un groupe de peintres. Il achète certaines de leurs œuvres, organise des expositions, et défend publiquement ces peintres dans les journaux.
Le 29 aout 1943 est fondé à Colombo le Groupe 43, avec Lionel Wendt pour chef de file. La réunion inaugurale du groupe se tient à son domicile. Il s'agit de regrouper des artistes indépendants, tels George Keyt, Ivan Peries et Justin Daraniyagala aujourd'hui reconnus comme parmi les meilleurs représentants en Asie du modernisme du milieu du 20e siècle.

### Disparition
Lionel Wendt meurt d'une crise cardiaque à Colombo le 19 décembre 1944. C'est à l'emplacement même de sa maison, 18 Guilford Crescent, que sera créé le Lionel Wendt Art Centre.
Malheureusement, comme il était courant dans la profession, les négatifs de Wendt ont été détruits par un exécuteur testamentaire. Un nombre restreint de ses tirages lui ont toutefois survécu.

## Expositions et salons
- 2017 : Huis Marseille. Amsterdam, Pays-Bas.
- 2017 : Documenta 14. Musée national d'art contemporain d'Athènes, Grèce.
- 2014 : Jhaveri Contemporary. Frieze Masters. Londres.
- 2014 : 10e biennale de Gwangju, Corée du sud.
- 2013 : Photographies inédites de Wendt. Galerie Ton Peek. Utrecht. Pays-Bas.
- 2003 : The Gaze Of Modernity : Photographs by Lionel Wendt. Musée des arts asiatiques. Fukuoka, Japon.
- 2000 : A Centennial Tribute. Lionel Wendt Art Centre. Colombo.
- 1999 : Exposition solo. Galerie Ton Peek. Utrecht, Pays-Bas.
- 1999 : Paradise Road Gallery. Colombo.
- 1999 : Portrait. Exposition collective. Galerie Laurence Miller. New York.
- 1998 et 1999 : Paris Photo. Présenté par la galerie Ton Peek (Pays-Bas).
- 1996 : Camera Works. Gallery 707. Colombo.
- 1994 : Lionel Wendt Art Centre. Colombo. Exposition organisée par la Deutsche Bank.
- 1970 : Hôtel de Ville. Colombo.
- 1959 : Exposition solo. Ouverture du Lionel Wendt Art Centre. Colombo.
- 1950 : Exposition solo. Asia Institute Gallery. Londres.
- 1940 : Camera Work. Art Gallery. Colombo. 267 photographies exposées.
- 1938 : Exposition solo. Camera Club. Londres.